# Ховинг, Хельга
Хельга Ховинг (швед. Helga Hoving, полное имя Helga Theodora Petra Hoving, урождённая Adamsen; 1862—1947) — шведская оперная певица и театральная актриса датского происхождения.
В XIX веке была известной фигурой на шведской сцене. Выступала как оперная певица, так и драматическая актриса.

## Биография
Родилась 24 февраля 1862 в Копенгагене в семье актёра Нильса Петера Адамсена и его жены Торы Эмилии Кальтенбрунн. После переезда в Швецию её отец некоторое время работал на табачной фабрике. Хельга усердно работала над устранением следов своего датского акцента.
С июля 1879 года Хельга поступила на учёбу в Студенческую драматическую школу. Уже через два года она устроилась певицей в Королевскую оперу в Стокгольме; среди её выступлений были партии Керубино в «Женитьбе Фигаро», Анны в «Värmlänningarna» и Папагено в «Волшебной флейте» — эти роли требовали от молодого новичка хорошего уровня навыков.
Осенью 1883 года Хельга Ховинг перешла в Södra Teatern, затем работала в Djurgårdsteatern, где сыграла специально для неё написанную роль датской певицы шансонеток Адамин Соренсен в «Gräsänklingar» Франца Хедберга. Летом этого года пьеса была поставлена более тридцати раз. В 1884 году она играла в «Rospiggarne» того же автора и в «Min kamrat» Анри Мельяка.
Летом 1885 года она вернулась в Королевский драматический театр, и её первая роль на драматической сцене была Ришельё в «Richelieus första vapenbragd» осенью этого же года. В течение следующих тринадцати лет работы в театре она сыграла Антуанетту в «Klädeshandlaren och hans måg», Эльмиру в «Тартюфу», Принцессу в «Det var en gång», Виолу в «Двенадцатой ночи», Нериссу в «Венецианском купце», Туанетту в «Мнимом больном», Донну Джулию в « Galeotto», Марианну в «Mariannes nycker», Эбигейл в «Ambrosius», Эмилию в «Kära släkten», миссис Скотт в «Abbé Constantin», Жанну Рэймонд в «Sällskap där man har tråkigt», королеву Мария Каролина в «Madame Sans-Gêne» и Манданику в «Vasantasena». Достигла большого успеха на гастролях в Södra Teatern с 18 февраля по 15 марта 1891 года, когда она появилась в роли актрисы Рикетт в комедии «Min kusin» Анри Мельяка. Эту же роль в августе 1891 года актриса исполнила в качестве гостя в гётеборгском театре Segerlindska teatern вместе с Августом Линдбергом.
Прощальное представление Хельги Ховинг состоялось 5 июня 1898 года в Королевском драматическом театре. До конца жизни прожила в Стокгольме, написала воспоминания «Teaterminnen och livsbilder från olika länder», опубликованные в 1937 году.
Умерла 22 сентября 1947 в Стокгольме. Была похоронена на городском кладбище Норра бегравнингсплатсен.

### Личная жизнь
27 марта 1884 года, во время работы в Södra Teatern, Хельга Адамсен вышла замуж за оперного певца Эрнста Акселя Рундберга (1855—1901); в 1887 году их брак был расторгнут.
17 июня 1894 года она снова вышла замуж за главного врача лечебного центра в Мариехамне — Йоханнеса Ховинга, с которым по его работе переехала в Хельсинки. Осенью 1905 года они отправились в Америку, где в Нью-Йорке Йоханнес обосновался в качестве врача. В 1934 году они вернулись в Швецию.